# Bretton Woods (New Hampshire)

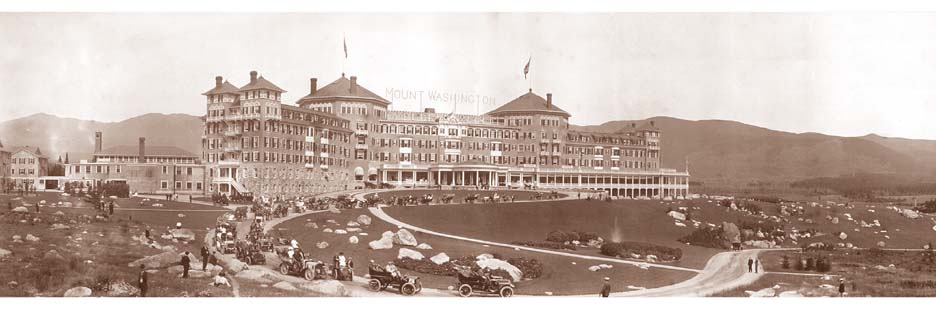
Das Mount Washington Hotel 1905

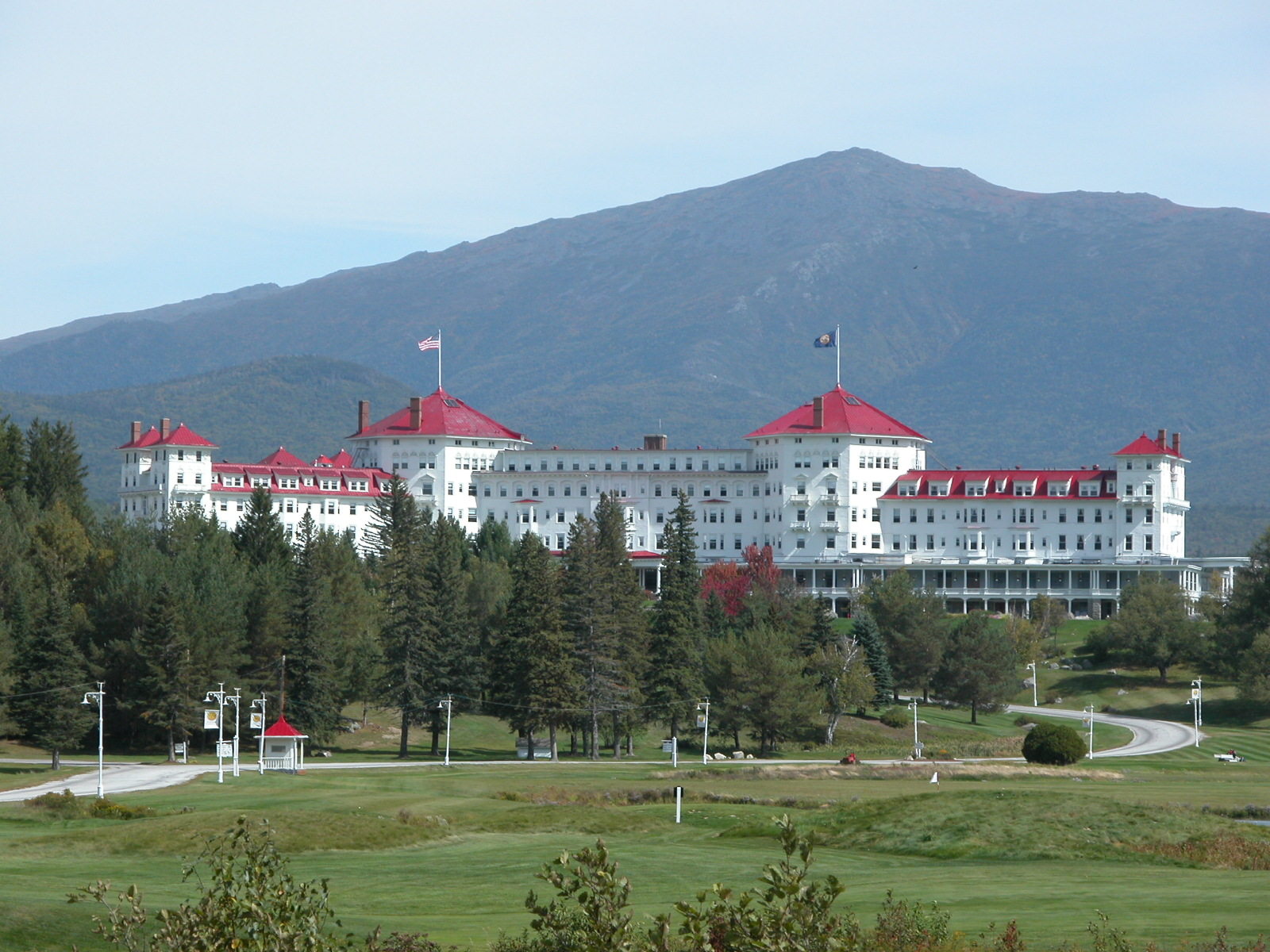
Das Mount Washington Hotel 2003

Bretton Woods ist ein Ort in Carroll im Bundesstaat New Hampshire, USA. Der Name Bretton Woods wurde durch die Konferenz von Bretton Woods, die vom 1. bis zum 22. Juli 1944 stattfand, international bekannt. Als Folge der Konferenz wurden die Weltbank und der Internationale Währungsfonds ins Leben gerufen.
Der Ausflugsort ist umgeben vom White Mountain National Forest und liegt am Fuß des Mount Washington, der mit 1917 m der höchste Berg der Region ist. Auf den Gipfel des Berges führt die Mount Washington Cog Railway, eine 1866/69 eröffnete Zahnradbahn. Wichtigste Sehenswürdigkeit von Bretton Woods ist das an der Route 302 gelegene Mount Washington Hotel, ein 1902 erbautes imposantes Gebäude, das die Gegend dominiert; es ist mit einem Golfplatz ausgestattet und war der Tagungsort der Bretton-Woods-Konferenz. In der Zeit der Weltwirtschaftskrise war das Hotel weniger stark frequentiert, erlangte aber durch die Konferenz erneute Bekanntheit. Der Ort ist insbesondere als Wintersportzentrum beliebt. Vor allem in den in Bethlehem gelegenen Rosebrook Mountains südlich von Bretton Woods gibt es Pisten sowohl für Langlauf- als auch für Abfahrtssportler.